# Verses of Steel
Verses of Steel – dwunasty album studyjny polskiej grupy Acid Drinkers. Płyta dotarła do 9. miejsca na liście OLiS w Polsce. 
Został wydany przez Mystic Production 7 lipca 2008 roku. Teksty początkowo miały być inspirowane dramatem Goethego „Faust”, ale zespół zrezygnował z tego pomysłu podczas nagrywania płyty. Verses of Steel to album, który według zapowiedzi ma szokować ciężkością, szybkością, dojrzałością i świeżością. W warstwie muzycznej jest połączeniem klasycznych thrashowych rozwiązań z nowocześniejszymi brzmieniami. 
Pierwsza, a zarazem ostatnia płyta zespołu nagrana z gitarzystą Olassem.

## Lista utworów
Źródło.
1. „Fuel of My Soul” – 3:12
2. „In a Black Sail Wrapped” – 3:26
3. „Swallow the Needle” – 5:32
4. „The Ark” – 4:18
5. „Meltdown of Sanctity” – 3:50
6. „We Died Before We Start To Live” – 5:37
7. „Red Shining Fur” – 3:58
8. „The Rust That I Feed” – 6:34
9. „Silver Meat Machine” – 3:52
10. „Boneless” – 3:57
11. „Blues Beatdown” – 7:37

## Twórcy
Źródło.
- Tomasz „Titus” Pukacki – śpiew, gitara basowa
- Aleksander „Olass” Mendyk – gitara, śpiew (5, 11), produkcja muzyczna, inżynieria dźwięku
- Dariusz „Popcorn” Popowicz – gitara
- Maciej „Ślimak” Starosta – perkusja, produkcja muzyczna
- Bartek "Bartass" Dębicki - solo gitarowe (11)
- Przemysław „Perła” Wejmann – produkcja muzyczna
- Maciej Feddek – inżynieria dźwięku
- Jacek Miłaszewski – miksowanie